# Лю Сюань
Лю Сюань (кит.: 劉玄) — імператор династії Хань у 23—25 роках, повалив Ван Мана з династії Сінь, відновив владу роду Лю в Китаї.

## Життєпис
Походив з імператорського роду Лю. Син князя Лю Цзічжана з області Люлін (частина сучасних провінцій Хенань та Хубей). Про молоді роки його мало відомостей. В перші роки правління Ван Ман (династія Сінь) не виступав проти центральної влади. Втім реформи останнього суттєво підірвали вплив та вагу аристократії, що негативно позначилося й на стані родини Лю Сюаня. Водночас аграрні реформи спричинили ріст невдоволення селян. Остаточно підірвало авторитет імператора Ван Ман природне лихо — велика повінь, спричинена проривом системи гребель річкою Хуанхе. У 22 році у різних частинах Китаю розпочалися повстання. Одне з них очолив двоюрідний брат Лю Сюаня — Лю Янь. Зрештою Лю Сюань також приєднався до повсталих проти Ван Мана.
У 23 році Лю Сюаня оголосили головою роду Лю, також було заявлено про відновлення династії Хань. Сам Лю Сюань прийняв храмове ім'я Генші. Військо Генші отримало назву «Армія Хань», яке уклало союз з військом повсталих «червонобрових». Того ж року у вирішальній битві при м. Куньян завдали нищівної поразки армії імператора Ван Мана. Слідом за цим захопили столицю Чан'ань, Лоян та центральні області імперії.
У 24 році Лю Сюань вирішив повернути столицю імперії до Чан'аня. разом з тим відправив свого родича Лю Сю відновити порядок у північних областях Великої рівнини. Водночас імператор вступив у конфлікт з вождями червонобрових. У 25 році, скориставшися новим розгардіяшем у країні, Лю Сю раптово рушив проти Генші й разом з червонобровими захопив Чан'ань. Було оголошено про позбавлення влади Лю Сюаня. Його відправили пасти коней, але незабаром за наказом Лю Сю задушили.